# Barreto
Barreto ist ein portugiesischer Familienname.

## Namensträger
- Acácio Cordeiro Barreto (* 1959), brasilianischer Fußballspieler
- Afonso Henriques de Lima Barreto (1881–1922), brasilianischer Journalist und Autor
- Alejandro José Peralta Barreto, paraguayischer Basketballspieler
- Anthony Alwyn Fernandes Barreto (* 1952), indischer Geistlicher, Bischof von Sindhudurg
- Antonio Barreto, spanischer Gouverneur von Trinidad
- António Moniz Barreto († 1600), 14. Generalgouverneur von Indien
- Augusto Barreto (1923–2017), portugiesischer Fechter
- Bruno Barreto (Regisseur) (* 1955), brasilianischer Regisseur, Filmproduzent und Drehbuchautor
- Bruno Barreto (Fußballspieler) (* 1989), uruguayischer Fußballspieler
- Carlos Barreto (1976–1999), venezolanischer Boxer
- Claudemir Jeronimo Barreto (* 1981), deutscher Fußballspieler, siehe Cacau
- Darwin Barreto (* 1981), uruguayischer Fußballspieler
- Diego Barreto (* 1981), paraguayischer Fußballspieler
- Domingos Barreto, osttimoresischer Staatsanwalt
- Don Barreto (1909–1997), kubanischer Musiker und Bandleader
- Dorival Souza Barreto Júnior (* 1964), brasilianischer römisch-katholischer Geistlicher, Bischof von Januária
- Édgar Barreto (* 1984), paraguayischer Fußballspieler
- Eduardo Barreto (1954–2011), uruguayischer Comiczeichner
- Eduardo de Deus Barreto (1951–2021), osttimoresischer Politiker
- Eric Barreto (1962–1996), brasilianischer Travestiekünstler und Schauspieler
- Ernesto de Oliveira Barreto (* 1955), osttimoresischer Beamter
- Esmeraldo Barreto de Farias (* 1949), brasilianischer Geistlicher, römisch-katholischer Bischof von Araçuaí
- Fábio Barreto (1957–2019), brasilianischer Filmemacher
- Fausto Barreto (1852–1908), brasilianischer Sprachwissenschaftler und Politiker
- Francisco de Campos Barreto (1877–1941), brasilianischer Geistlicher, römisch-katholischer Bischof von Campinas
- Francisco Barreto (1520–1573), portugiesischer Soldat
- Gentil Diniz Barreto (1910–1988), brasilianischer Geistlicher, römisch-katholischer Bischof von Mossoró
- Gonzalo Barreto (* 1992), uruguayischer Fußballspieler
- Gustavo Bonatto Barreto (* 1995), brasilianischer Fußballspieler
- Herman Barreto (* 1926), venezolanischer Sportschütze
- Isabel Barreto de Castro (1567–1612), spanische Seefahrerin
- Isabel Barreto Lobato (1948–1975), osttimoresische Unabhängigkeitsaktivistin
- Isabel Maria Barreto Freitas Ximenes (* 1980), osttimoresische Politikerin
- Isis Barreto (* 1980), venezolanische Judoka
- Jainy Barreto (* 1999), brasilianische Sprinterin
- João Nunes Barreto († 1562), portugiesischer Jesuitenmissionar
- Jorge Lima Barreto (1947–2011), portugiesischer Musiker, Komponist und Musikwissenschaftler
- José Barreto (Fußballspieler, 1976) (José Ramirez Barreto; * 1976), brasilianischer Fußballspieler
- José Barreto (Fußballspieler, 1983) (José Óscar Barreto; * 1983), paraguayischer Fußballspieler
- José Barreto (Fußballspieler, 1993) (José Miguel Barreto Pérez; * 1993), uruguayischer Fußballspieler
- José Barreto (Fußballspieler, 2000) (José Alberto Barreto, * 2000), argentinischer Fußballspieler
- José Barreto Martins (* 1962), osttimoresischer Diplomat
- Juan Barreto (* 1959), venezolanischer Politiker, Bürgermeister von Caracas
- Juan Carlos Barreto Barreto (* 1968), kolumbianischer Geistlicher, Bischof von Soacha
- Julio Barreto (* 1967), kubanischer Jazzmusiker
- Lima Barreto (Regisseur) (1906–1982), brasilianischer Filmregisseur und Drehbuchautor
- Luis Filipe Barreto (* 1954), portugiesischer Geschichtsphilosoph
- Luís Soares Barreto (* 1987), osttimoresischer Polizist
- Marcos Barreto (Schauspieler) (1959–2011), brasilianischer Schauspieler
- Marcos Barreto (Leichtathlet) (* 1960), mexikanischer Langstreckenläufer
- Maria Gorumali Barreto, osttimoresische Politikerin und Frauenrechtsaktivistin
- Mário Castelo Branco Barreto (1879–1931), brasilianischer Sprachwissenschaftler
- Michaël Barreto (* 1991), französisch-portugiesischer Fußballspieler
- Nuno Barreto (* 1972), portugiesischer Segler
- Nuno José Severo de Mendoça Rolim de Moura Barreto (1804–1875), portugiesischer Politiker
- Omar Antonio Pérez Barreto (Mephisto LePhanto; 1976–2007), mexikanischer Wrestler
- Óscar Walter García Barreto (* 1969), uruguayisch-chilenischer römisch-katholischer Geistlicher, Weihbischof in Concepción
- Pascoela Barreto (* 1946), osttimoresische Freiheitsaktivistin und Diplomatin
- Pascual Díaz y Barreto (1876–1936), mexikanischer Ordensgeistlicher, Erzbischof von Mexiko-Stadt
- Pedro Ricardo Barreto Jimeno (* 1944), peruanischer Ordensgeistlicher, Erzbischof von Huancayo, Kardinal
- Ramón Barreto († 2015), uruguayischer Fußballschiedsrichter
- Rhianne Barreto (* 1998), britische Schauspielerin
- Ricardo Aldo Barreto Cairo (* 1968), venezolanischer Geistlicher, Bischof von Valle de la Pascua
- Tobias Barreto (1839–1889), brasilianischer Philosoph, Dichter, Literaturkritiker und Jurist